# Čert a Káča
Čert a Káča, op. 112, B.201, (El diable i Catalina, traduït del txec) és una òpera en tres actes amb música de Antonín Dvořák i llibret en txec d'Adolf Wenig. Es basa en una farsa de Josef Kajetán Tyl, i la història també ha estat tractada en els Contes de fades de Božena Němcová. Es va estrenar en el Teatre Nacional de Praga el 23 de novembre de 1899.
El diable i Catalina és una de les poques òperes de Dvořák, juntament amb Rusalka, que han romàs en el repertori. Això pot atribuir-se a l'alta demanda de grans òperes italianes en la seva època i a les dificultats de la complicada posada en escena de Dvořák. L'òpera té un gran atractiu a causa de la seva combinació de conte de fades i música folklòrica. De vegades, s'assembla a una versió txeca de Hänsel i Gretel. L'obertura va ser escrita posteriorment.